# 滕兴善案
滕兴善案是一件20世纪80年代末发生于湖南省怀化地区（今怀化市）麻阳县的死刑冤案。该案件缘起1987年4月27日于湖南省麻阳县寻获的一具无名女尸，后当地公安局认定这具无名女尸身份为曾在当地打工的“杨六妹”（后证明杨六妹为化名，真名为石小荣），随后将嫌疑人锁定为居住在在麻阳县高村乡马兰村的屠夫滕兴善身上，并将滕兴善抓捕。在警方刑讯逼供之下，滕兴善承认自己就是杀害石小荣的凶手。1988年12月13日，滕兴善一审被判处死刑。1989年1月28日，二审宣布维持原判后不久，滕兴善被执行死刑。
然而，在滕兴善被执行死刑后，被认定为“被害者”的石小荣却返回故乡，但滕兴善家人得知后却因害怕惹上麻烦而将此事压下，直到2005年，经滕兴善女儿滕大雁（化名）奔波，在怀化市法律援助中心帮助下，滕兴善最终被湖南省高级人民法院改判无罪，滕家获66余万元人民币补偿。当年此案的主要经办人后被处以中国共产党党内警告处分。

## 案件经过
1987年4月27日，一名麻阳县居民在当地马兰洲附近晨练时发现了一个编织袋，打开之后发现是一条人腿。该居民随即报警。警方很快找出了其他尸块并认定这是一件碎尸杀人案，被害人是一名女性。由于“严打”的影响，麻阳县公安局得到尽快破案的命令。
经过讨论，当地警方认为该案情他杀可能性较大，并开始一方面重点调查当地有“不正当两性关系”等可能的嫌疑人，一方面尝试确认被害人身份。但是，案件很长一段时间内都没有进展。
警方最初对当地失踪者身份进行排查，推定被害人身份可能是当地女性居民詹金莲或从外地前来打工的“杨六妹”（后证明真名为石小荣）。但因詹金莲血型与尸体血型不符，警方认为死者应该不是詹金莲。之后，根据面部有痣等线索，警方认为被害人就是“杨六妹”，但也无法根据这一推论找出其他线索。后来，警方根据肢解尸体手段比较专业这一点判断，凶手应该是外科医生或屠夫一类职业，因此开始对当地外科医生以及屠夫进行重点调查。不久后，因有人举报以屠夫为业的麻阳县高村乡马兰村居民滕兴善曾有嫖娼经历、并曾把女性带回家过夜，警方开始将滕兴善锁定为重点目标。曾当过兵，退伍后在当地肉铺以屠夫为业。因家庭内婆媳矛盾，当时已与妻子詹金花离异。1987年12月6日，滕兴善在自家肉铺中被抓捕，随后，按当时惯例，滕兴善被收容审查。在警方刑讯逼供之下，滕兴善供出自己与被害人“杨六妹”有暧昧关系，在一晚带她回家过夜后，因怀疑“杨六妹”偷了钱而将其杀害。不久后，根据石膏像复原、以及刀痕鉴定等证据，警方将此案送交检察院，并由检察院提起公诉。
根据后来的追溯研究，本案中的鉴定存在关键缺陷。麻阳县本身地理位置偏僻，造成了当地刑侦手段落后的局面。加之中国的司法系统在文化大革命中形成了一种依赖民众检举揭发、轻视司法科学的刑侦方式，在当时这种作风尚未得到完全扭转。

## 判决
该案以当时的司法系统标准评判，属于证据充分的案件。1988年12月13日，该案一审开庭，法院得到命令，应当庭宣判。当时中国在早些年受到政治因素破坏的律师制度也尚未得到完全重建。在一审中，指派的怀化地区法律顾问处辩护律师也并未作出妥当的辩护。最终，当天法庭一审判处滕兴善死刑立即执行、剥夺政治权利终身。之后，在滕兴善前妻詹金花的奔走下，担任律师的滕兴善的远方亲戚滕野同意协助滕兴善作二审辩护，并且也确实找出证据链中的关键疑点。然而，20世纪80年代严打开始后，中华人民共和国最高人民法院将部分案件死刑复核权交予各省高级人民法院，且当时二审常常不开庭审理而是采用材料审理方式，在滕野向法院递交申诉书后不久，滕兴善就在1989年1月19日被湖南省高级人民法院二审判处死刑。1989年1月28日，滕兴善被枪决。刑前，滕兴善曾大喊“我没有杀人！我是冤枉的！”

## 平反
根据当地习惯，滕兴善被枪决后，并没有葬入祖坟。此后，滕兴善的两名子女在社会上也长期受到歧视。然而，就在滕兴善被枪决两年多后，“被害人”石小荣（即“杨六妹”）却返回了故乡。原来，石小荣当时因是被伪装成药材商人的人贩子拐卖到山东才失踪的。1994年，在一个偶然的机遇下，麻阳县商人刘国沅在石小荣家乡采购木材时得知了石小荣仍然生还的消息。刘国沅回麻阳县后，将这一消息告诉了滕兴善的家人。然而，滕兴善的大哥滕兴奔与滕兴善前妻詹金花商量之后，因害怕得罪政府而决定放弃为滕兴善伸冤。后来，“被害人”石小荣又结过两次婚，最终因与丈夫贩毒而被劳动教养。
2004年，在一次回老家与母亲詹金花吃饭时，滕兴善的女儿滕大雁与母亲谈到自己受到的歧视时，母亲才将石小荣仍然健在的消息告诉了滕大雁。之后，滕大雁找到了怀化市法律援助中心。在该中心帮助下，湖南省高级人民法院对该案进行了重审，并最终在2005年10月25日宣布滕兴善无罪。滕兴善的两名子女获得了66万6千6百60元人民币的赔偿。当年此案的主要经办人后被处以中国共产党党内警告处分。然而，至今也尚未查明本案的真凶。